# J-Klasse (1916)
Die J-Klasse war eine Klasse von U-Booten des Submarine Service der britischen Royal Navy im Ersten Weltkrieg. Ein U-Boot ging im Krieg verloren. Die restlichen wurden nach dem Kriegsende an die Königlich Australische Marine übergeben.

## Baugeschichte
Die britische Marineführung forderte schon vor dem Kriegsbeginn ein U-Boot, das schnell genug sein sollte, um gemeinsam mit schnellen Überwasserkriegsschiffen wie den seit 1906 eingeführten Dreadnoughts operieren zu können. Hinzu kamen fehlerhafte Geheimdienstberichte, die behaupteten, dass die deutsche Kaiserliche Marine über extrem schnelle U-Boote verfüge. Die gewünschten U-Boote sollten über Wasser eine Geschwindigkeit von mindestens 21 kn (39 km/h) erreichen können.
Im Januar 1915 wurden acht Boote in Auftrag gegeben. Der von drei 12-Zylinder-Dieselmotoren angetriebene Entwurf verfehlte aber mit einer Maximalgeschwindigkeit von 19,5 kn (36 km/h) die geforderten Werte knapp. Außerdem wurde inzwischen bekannt, dass die Deutschen keine entsprechend schnellen U-Boote besaßen. Der Bauauftrag wurde anschließend auf sechs Einheiten gekürzt, die im Frühjahr 1915 auf Kiel gelegt wurden. Die geplanten J7 und J8 wurden in J3 und J4 umbenannt. Bis zum Sommer 1916 wurden in Portsmouth drei, in Pembroke Dock zwei und in Devonport ein U-Boot fertiggestellt.
1916 wurde dann in Devonport doch noch ein weiteres Boot auf Kiel gelegt, das im September 1917 in Dienst gestellt wurde.

## Konstruktive Merkmale
Die Tauchboote besaßen drei Propeller, die über Wasser jeweils von einem 12-Zylinder-Dieselmotor angetrieben wurden.
Jeder Dieselmotor gab eine Leistung von 1200 PS (895 kW) ab. Unter Wasser nutzten die U-Boote zwei Elektromotoren mit je 600 PS (447 kW). Die Überwasserreichweite betrug bei einer Geschwindigkeit von 12 kn (22 km/h) bis zu 4000 Seemeilen (7408 km).
Über Wasser gehören die J-Klasse-Boote gemeinsam mit den um 4½ kn schnelleren Booten der dampfturbinengetriebenen britischen K-Klasse zu den schnellsten jemals gebauten U-Booten. Moderne U-Boote sind auf hohe Unterwassergeschwindigkeiten optimiert und über Wasser erheblich langsamer. Sogar die schnellsten Atom-U-Boote erreichen aufgetaucht geringere Geschwindigkeiten.
Die Zweihüllenboote konnten bis zu 91 m (300 Fuß) tief tauchen.
Ein Deckgeschütz mit dem Kaliber 4 Zoll (101,6 mm) diente als Artilleriebewaffnung. Luftabwehr war nicht vorgesehen.
Die Torpedobewaffnung bestand aus sechs 18-Zoll-(457-mm)-Torpedorohren. Vier Rohre befanden sich im Bug. Zwei Weitere waren außerhalb des Druckkörpers seitlich angeordnet.

## Boote der Klasse
| Boot | Bauwerft            | Kiellegung     | Stapellauf        | Indienststellung   | Bemerkung                                                              |
| ---- | ------------------- | -------------- | ----------------- | ------------------ | ---------------------------------------------------------------------- |
| J1   | Portsmouth Dockyard | 26. April 1915 | 6. November 1915  | 15. März 1916      | 1919 an Australien übergeben; 1926 als künstliches Riff selbstversenkt |
| J2   | Portsmouth Dockyard | 3. Mai 1915    | 6. November 1915  | 1. Juni 1916       | 1919 an Australien übergeben; 1926 als künstliches Riff selbstversenkt |
| J3   | Pembroke Dockyard   | 2. März 1915   | 4. Dezember 1915  | 27. April 1916     | 1919 an Australien übergeben; 1926 als künstliches Riff selbstversenkt |
| J4   | Pembroke Dockyard   | 8. März 1915   | 2. Februar 1916   | 17. Juli 1916      | 1919 an Australien übergeben; 1927 als künstliches Riff selbstversenkt |
| J5   | Devonport Dockyard  | 26. April 1915 | 9. September 1915 | 6. Mai 1916        | 1919 an Australien übergeben; 1926 als künstliches Riff selbstversenkt |
| J6   | Portsmouth Dockyard | 26. April 1915 | 9. September 1915 | 31. Juli 1916      | am 15. Oktober 1918 vor Blyth durch eigenes Feuer irrtümlich versenkt. |
| J7   | Devonport Dockyard  | 5. August 1916 | 21. Februar 1917  | 15. September 1917 | 1919 an Australien übergeben; 1926 als künstliches Riff selbstversenkt |

## Einsatzgeschichte
Die ersten sechs U-Boote wurden im Laufe des Jahres 1916 in Dienst gestellt und patrouillierten in der Nordsee. Die Heimatbasis war Blyth in der nordwestenglischen Grafschaft Northumberland.
Am 5. November 1916 konnte die J1 vor Horns Rev erfolgreich die deutschen Großlinienschiffe Kronprinz und Großer Kurfürst torpedieren. Die zwei Großkampfschiffe konnten zwar nicht versenkt werden, wurden aber erheblich beschädigt, mussten ihren Vorstoß abbrechen und sich zur Reparatur in die Heimatbasen zurückziehen.
Die J2 versenkte das deutsche U-Boot U 99 am 7. Juli 1917 mit Torpedos.
Am 15. Oktober 1918 wurde die J6 vor Blyth von dem britischen Q-Schiff Cymric irrtümlich als deutsches U-Boot identifiziert und versenkt.
Die verbliebenen sechs Boote der Klasse wurden im März 1919 an die australische Marine übergeben.

## Verbleib
Die Australier nutzten die U-Boote bis 1922 und verkauften sie 1924 zur Verschrottung. Die ausgeschlachteten Rümpfe wurden 1926 vor dem Zugang zu Port Phillip vor Melbourne als Wellenbrecher versenkt. Die J4 war schon im Juli 1924 im Hafen gesunken. Die Überreste wurden gehoben und 1927 ebenfalls vor Port Phillip versenkt.
Die sechs Wracks bilden inzwischen künstliche Korallenriffe und sind beliebte Ziele für Sporttaucher aus aller Welt.